# کوئینتوس اورلیوس سیمماخوس
کوئینتوس اورلیوس سیمماخوس (انگلیسی: Quintus Aurelius Symmachus; ۱ ژانویهٔ ۰۳۴۵ – ۱ ژانویهٔ ۰۴۰۲) نویسنده، سیاستمدار، پرسنل نظامی، سخنران عمومی، و دولت‌مرد اهل روم باستان بود.